# 創新
創新（英語：Innovation，源自拉丁語 innovare，“更新”）是將導致引入新商品或服務或改進提供商品或服務的想法的實際實施。 ISO 56000:2020標準中的 ISO TC 279 將創新定義為“實現或重新分配價值的新的或變更的實體”。也有其他定義；不同定義中的一個共同元素是關注思想或技術的新穎性、改進和傳播。
研究指出，在科學和科技領域，創新的速率正在下降，破壞性創新變得更加少見，且在科學和科技絕大多數的領域都是如此。
創新通常是透過開發更有效能的產品、流程、服務、技術、藝術作品或創新者向市場、政府和社會提供的商業模式來實現的。創新與發明有關，但不相同：創新更傾向於涉及發明的實際實施（即新的/改進的能力），以對市場或社會產生有意義的影響，而且並非所有創新都需要新發明。
當解決的問題具有技術或科學性質時，技術創新通常透過工程過程表現出來。
创新的定义是推出新事物，或說是以现有的思维模式提出有别于常规或常人思路的见解为导向，利用现有的知识和物质，在特定的环境中，本着理想化需要或为满足社会需求，去改进或创造新的事物、方法、元素、路径、环境，并能获得一定有益效果的行为。
創新具有某种不可预见性。科技创新是各创新主体、各创新要素交互作用下的一种复杂涌现现象，是技术进步与应用创新所构成的创新双螺旋共同演进的产物。大多数的创新行为都是未经计划的产物，因而创新是不能计划的。

## 定義
對相關文獻的調查發現了多種定義。 2009 年，Baregheh 等人在不同的科學論文中發現了大約 60 個定義，而 2014 年的一項調查發現了超過 40 個。 根據該調查，Baregheh 等人嘗試得出以下定義：
“創新是一個多階段的過程，組織將想法轉化為新的/改進的產品、服務或流程，以便在市場上取得成功、競爭和差異化”
在關於軟件行業如何定義創新的調查中，Crossan 和 Apaydin 給出的以下定義被認為是最完整的，它建立在經濟合作與發展組織 (OECD) 手冊的定義之上：
創新是在經濟和社會領域生產或採用、吸收和利用具有附加值的新事物；產品、服務和市場的更新和擴大；開發新的生產方法；以及建立新的管理制度。它既是一個過程，也是一個結果。
埃弗里特·M·羅傑斯 (Everett Rogers) 將其定義如下：
“個人或其他採用單位認為是新的想法、實踐或對象”
根據 Alan Altshuler 和 Robert D. Behn 的說法，創新包括原創性發明和創造性使用，並將創新定義為新想法、產品、服務和流程的產生、接納和實現。
創新的兩個主要維度是新穎程度（即創新是否對公司、市場、行業或世界是新的）和創新的類型（即是否是處理器產品服務系統創新）。 在組織性學術活動中，研究人員還透過提供這兩個相關結構的最新定義，將創新與創造力區分開來：
工作場所創造力涉及在嘗試產生新想法時所應用的認知和行為過程。工作場所創新涉及嘗試實施新想法時所應用的流程。具體而言，創新涉及問題/機會識別、與組織需求密切相關的新想法的引入、採用或修改、這些想法的推廣以及這些想法的實際實施的某種組合。
彼得·杜拉克寫道：
創新是創業的特定功能，無論是在現有企業、公共服務機構，還是在家庭廚房中由一個人開始的新創業。它是企業家創造新的財富創造資源，或賦予現有資源更大的創造財富潛力的手段。

### 創意與創新
一般來說，創新與創造力的區別在於它強調在經濟環境中實施創意。 Amabile 和 Pratt 在 2016 年，借鑒文獻，區分了創造力（“由一個人或一小群人一起工作產生新穎和有用的想法”）和創新（“在組織內成功實施創意想法”）。

## 對於人類科技創新速率的論述
一些研究指出，當今全球範圍內的人均專利數正逐年下滑，這顯示創新的速率正在趨緩。許布納（Jonathan Huebner）在2005年指出，根據美國專利數和世界科技突破的狀況來看，人類科技創新的速率在1873年達到頂峰，之後便開始趨緩。在他的文章當中，他曾問道：「科技（創新的）程度將會達到頂峰然後跌落到黑暗時代（的水準）？」在之後於《新科學人》的評論中，許布納提到說盡管他相信在2024年，科技創新的頻率會跌落到黑暗時代的水準，但這不表示他認為黑暗時代將會再次到來。盡管一些人質疑許布納創新速率正在下降的觀點，並認為科技創新的速率實際上是在加快的，但許布納的觀點獲得一些其他資料的支持。美國專利局在2010年的資料支持許布納的觀點；一篇2012年的研究也支持許布納的觀點。
在2023年，一篇論文指出，破壞性創新的速率在絕大多數的領域都正在下降，破壞性創新在各學門都變得越來越少見，且這種下降的趨勢出現在多種衡量指標上，且並非論文品質、引用習慣改變或特定領域的因素等其他因素造成的。

## 创新的类型

### Gene Meieran
英特尔®高级院士Gene Meieran认为，创新有三种类型：突破性创新，其特征是打破陈规，改变传统和大步跃进；渐进式创新，特征是采取下一逻辑步骤，让事物越来越美好；再运用式创新，特征是采用横向思维，以全新的方式应用原有事物。

### 新三級創新模型

#### 第一級
創新事物與現今人類社會沒有任何相似點。

#### 第二級
創新事物需要遵守特定規則。可被歸入某種類型。與人類社會有共通點。例子：新產業形成，但可被歸入產業一類型

#### 第三級
將多種固有領域融合發展成新的模式。商業與科技融合的例子：網上訂單